# Hestina assimilis

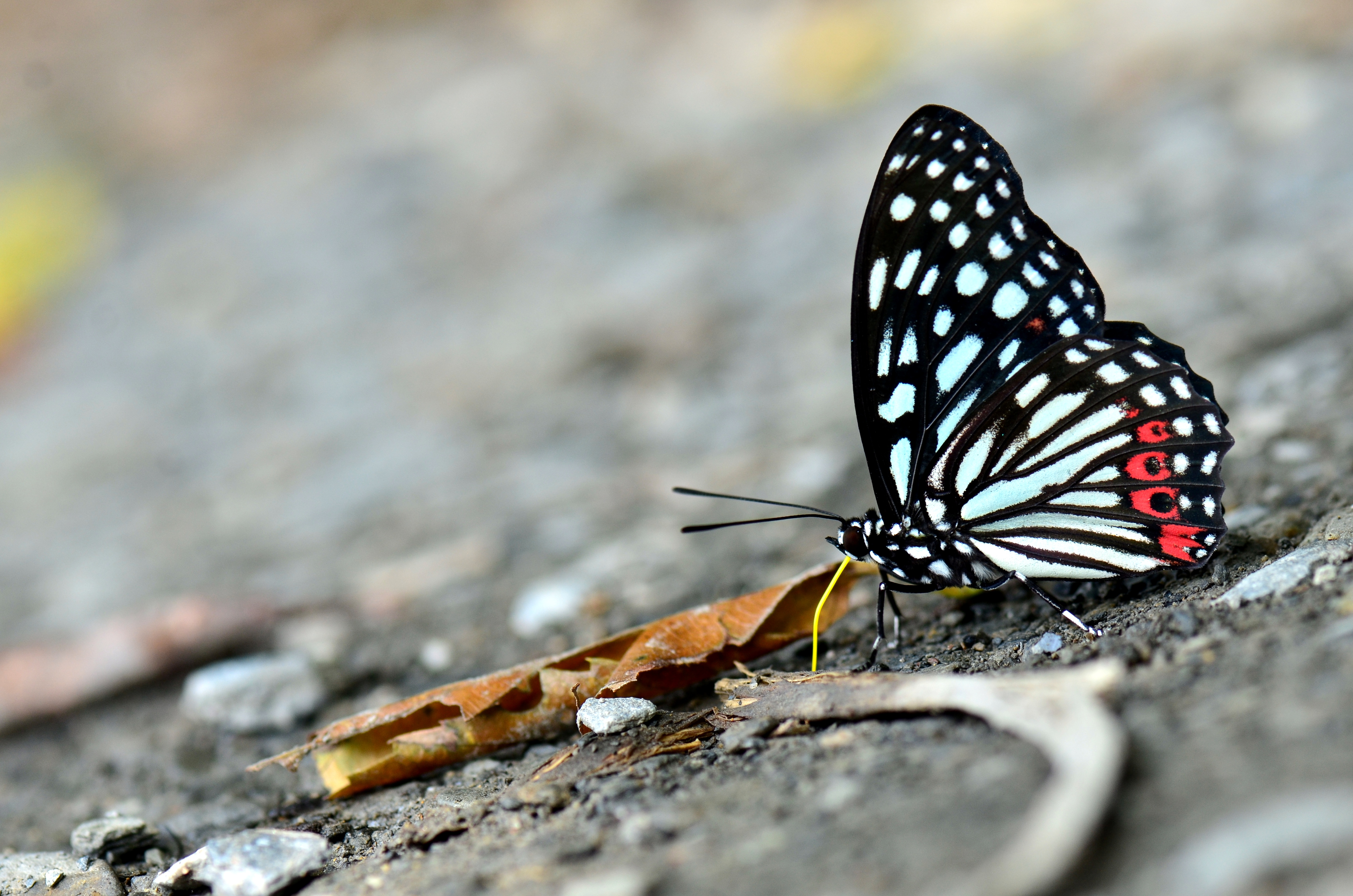
Hestina assimilis, mit schwarzen Facettenaugen und gelbem Saugrüssel

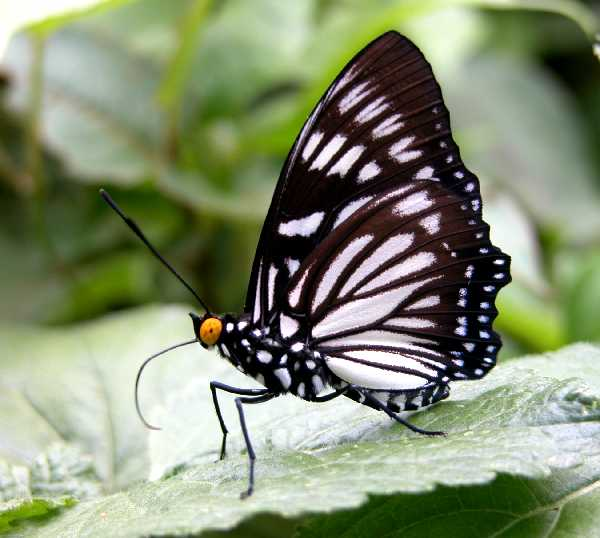
Euripius consimilis, mit gelben Facettenaugen und schwarzem Saugrüssel (zum Vergleich)

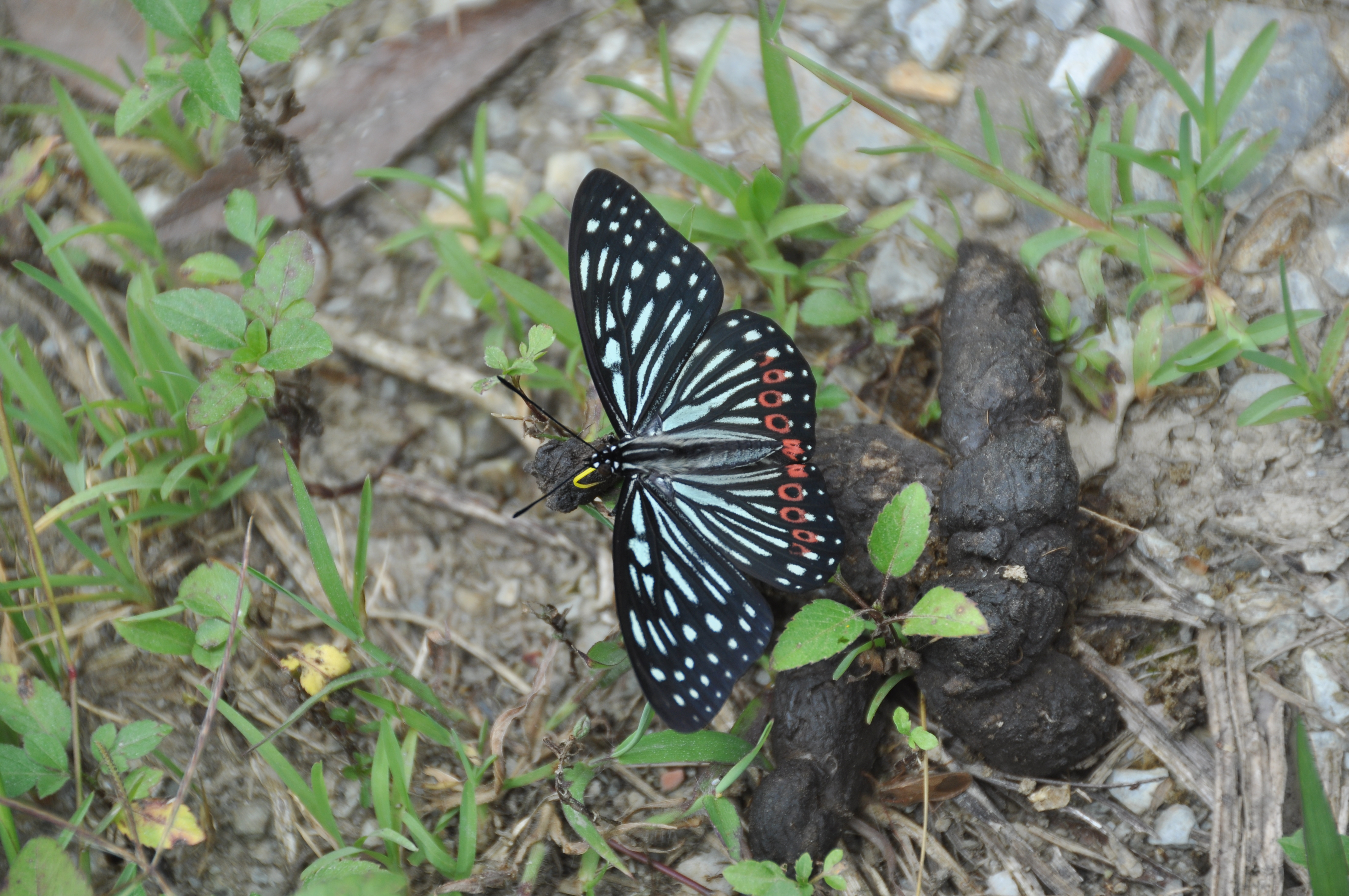
Falter an Exkrementen saugend

Hestina assimilis ist ein in Südostasien vorkommender Schmetterling (Tagfalter) aus der Familie der Edelfalter (Nymphalidae).

## Merkmale

### Falter
Die Falter erreichen eine Flügelspannweite von etwa 80 bis 100 Millimetern. Es liegt kein Sexualdimorphismus vor. Bei beiden Geschlechtern ist die Flügelgrundfarbe milchig weiß. Auf der Oberseite sämtlicher Flügel heben sich breit geränderte schwarze Adern ab. Sowohl bei den Männchen als auch bei den Weibchen ist in der Submarginalregion der Hinterflügel eine Reihe roter, schwarz gekernter Flecke erkennbar. Bei einigen Weibchen sind die roten Flecke jedoch sehr blass. Im englischen Sprachgebrauch wird die Art als Red Ring Skirt („Rot geringelter Rock“) bezeichnet. Die Flügelunterseite bildet die Zeichnung der Oberseite etwas abgeschwächt ab. Thorax und Abdomen sind grau und zeigen mittig einen schwarzen Längsstreifen. Die Farbe der Facettenaugen ist bei beiden Geschlechtern schwarz. Der kräftige Saugrüssel ist gelb.

### Raupe
Die ausgewachsenen nacktschneckenförmigen grasgrünen Raupen sind mit zwei hellbraunen, V-förmig gegabelten Kopfhörnern ausgestattet. Auf dem Rücken befinden sich einige kleine gelbliche Tuberkel. Die Raupen haben außerdem ein gegabeltes Hinterleibsende.

### Ähnliche Arten
Die Falter von Hestina nicevillei haben ein insgesamt helleres Erscheinungsbild. Ihnen fehlt außerdem die rote Fleckenreihe in der Submarginalregion der Hinterflügel. Euripus consimilis ist kleiner und unterscheidet sich von den Männchen von Hestina assimilis durch die nicht gekernten Flecken in der Submarginalregion der Hinterflügel sowie bei beiden Geschlechtern durch die gelben Facettenaugen und den schwarzen Saugrüssel.

## Verbreitung und Lebensraum
Hestina assimilis kommt in China, Tibet und Vietnam sowie auf Taiwan vor. Nach Japan ist die Art entweder eingewandert oder hat sich durch unkontrolliertes Freisetzen von Individuen aus anderen Regionen gegründet. Da die klimatischen und biologischen Voraussetzungen zur Vermehrung in Japan vorlagen, ist die Art dort inzwischen bodenständig. Der erste Nachweis in Japan erfolgte im Jahr 1995. Derzeit werden vier Unterarten geführt.
Die Art besiedelt tropische Wälder, leicht hügeliges Gelände sowie Parkanlagen, sofern die Nahrungspflanzen der Raupen vertreten sind.

## Lebensweise
Die Falter fliegen in mehreren Generationen das ganze Jahr hindurch, schwerpunktmäßig im Mai. Sie saugen gerne an feuchten Erdstelle, überreifen Früchten oder Exkrementen, um Flüssigkeiten und Mineralstoffe aufzunehmen. Die Raupen ernähren sich von den Blättern von Zürgelbäumen (Celtis), beispielsweise von Celtis formosana oder Celtis sinensis sowie von der zu den Hanfgewächsen (Cannabaceae) zählenden Trema orientalis.